# Marmagne (Costa d'Or)
Marmagne és un municipi francès, situat al departament de la Costa d'Or i a la regió de Borgonya - Franc Comtat. L'any 2007 tenia 245 habitants.

## Demografia

### Població
El 2007 la població de fet de Marmagne era de 245 persones. Hi havia 92 famílies, de les quals 20 eren unipersonals (12 homes vivint sols i 8 dones vivint soles), 36 parelles sense fills i 36 parelles amb fills.
La població ha evolucionat segons el següent gràfic:
Habitants censats

### Habitatges
El 2007 hi havia 123 habitatges, 102 eren l'habitatge principal de la família, 9 eren segones residències i 11 estaven desocupats. 117 eren cases i 6 eren apartaments. Dels 102 habitatges principals, 79 estaven ocupats pels seus propietaris, 19 estaven llogats i ocupats pels llogaters i 4 estaven cedits a títol gratuït; 2 tenien dues cambres, 9 en tenien tres, 32 en tenien quatre i 60 en tenien cinc o més. 73 habitatges disposaven pel capbaix d'una plaça de pàrquing. A 41 habitatges hi havia un automòbil i a 57 n'hi havia dos o més.

### Piràmide de població
La piràmide de població per edats i sexe el 2009 era:
| Homes | Edats   | Dones |
| ----- | ------- | ----- |
| 0     | 95 o +  | 0     |
| 4     | 90 a 94 | 0     |
| 0     | 85 a 89 | 0     |
| 0     | 80 a 84 | 8     |
| 4     | 75 a 79 | 4     |
| 0     | 70 a 74 | 0     |
| 8     | 65 a 69 | 4     |
| 4     | 60 a 64 | 8     |
| 20    | 55 a 59 | 4     |
| 12    | 50 a 54 | 16    |
| 20    | 45 a 49 | 28    |
| 12    | 40 a 44 | 12    |
| 16    | 35 a 39 | 0     |
| 0     | 30 a 34 | 12    |
| 8     | 25 a 29 | 8     |
| 8     | 20 a 24 | 4     |
| 8     | 15 a 19 | 16    |
| 0     | 10 a 14 | 8     |
| 12    | 5 a 9   | 8     |
| 4     | 0 a 4   | 4     |

## Economia
El 2007 la població en edat de treballar era de 178 persones, 125 eren actives i 53 eren inactives. De les 125 persones actives 118 estaven ocupades (62 homes i 56 dones) i 7 estaven aturades (3 homes i 4 dones). De les 53 persones inactives 21 estaven jubilades, 21 estaven estudiant i 11 estaven classificades com a «altres inactius».

### Ingressos
El 2009 a Marmagne hi havia 111 unitats fiscals que integraven 265 persones, la mediana anual d'ingressos fiscals per persona era de 20.503 €.

### Activitats econòmiques
Dels 11 establiments que hi havia el 2007, 1 era d'una empresa de fabricació d'altres productes industrials, 2 d'empreses de construcció, 2 d'empreses de comerç i reparació d'automòbils, 1 d'una empresa d'hostatgeria i restauració, 1 d'una empresa financera, 2 d'empreses de serveis i 2 d'empreses classificades com a «altres activitats de serveis».
Dels 4 establiments de servei als particulars que hi havia el 2009, 1 era una fusteria, 1 lampisteria, 1 perruqueria i 1 restaurant.
L'únic establiment comercial que hi havia el 2009 era una llibreria.

## Poblacions més properes
El següent diagrama mostra les poblacions més properes.